# Cueva del Tesoro
La cueva del Tesoro o cueva del Higuerón es una de las tres únicas cuevas de origen submarino que se conocen en el mundo y la única en Europa. Está situada en el municipio de Rincón de la Victoria, a unos 10 km de la ciudad de Málaga. Se encuentra excavada en un promontorio de naturaleza caliza formando un acantilado a orillas del mar Mediterráneo. Se cree que su formación se produjo en torno a la época jurásica.
Con posterioridad, y gracias de nuevo a los movimientos isostáticos, emergieron del fondo del mar los terrenos calizos que se encontraban en los extremos de la plataforma de sedimentación y que no habían sufrido la erosión, ya que habían quedado debajo del agua. Estos dos extremos son las escamas (restos de anteriores composiciones geológicas) calizas de El Cantal y de Comares. Ambas son el último reducto de los terrenos calizos en esta zona.
La plataforma de abrasión, o rompeolas de El Cantal actual se encuentra bajo un acantilado calizo que emergió del mar gracias a los movimientos isostáticos a los que se ve sometida la costa. Al repetirse varias veces este movimiento, podemos observar la existencia de antiguos acantilados y plataformas.
Se han encontrado huellas humanas de hace 40.000 años.
Fue declarado Bien de Interés Cultural (BIC) en 1985.
Su nombre procede de una leyenda sobre un tesoro de la realeza almorávide, encontrado según se cuenta, en el interior de la cavidad.

## Historia de la cueva

### Leyenda del tesoro de los cinco reyes
Esta leyenda hace referencia al tesoro de los cinco reyes de la dinastía almorávide, cuyo último rey, Tesufín ibn Ali, habría muerto en la plaza de Orán en el año 1145, a manos de los almohades, tras embarcar el tesoro real rumbo a Al Ándalus. Los rastros de este tesoro se perdieron, y fue Fray Agustín de Milla y Suazo, natural de Orán en época de soberanía española, quien en el siglo XVII recogió la leyenda en su manuscrito, aún inédito, titulado Historia Eclesiástica y Secular de Málaga y su Obispado, en el que señala como lugar de enterramiento del tesoro a la cueva del Higuerón. Esta historia fue recogida más tarde en la obra Conversaciones Malagueñas, publicada en 1789 por Cristóbal Medina Conde, bajo el seudónimo de Cecilio García de la Leña. Según esta obra, fue utilizada la Cueva del Higuerón (actual Cueva del Tesoro) en el año 86 a. C. por Marco Craso para refugiarse durante 8 meses en los que fue perseguido por Mario y Cinna. Un grupo formado por 17 hombres de reconocido valor se introdujeron en la cueva para buscar el famoso tesoro, y salieron aterrados, convencidos de haber visto “... Estampada la figura de un animal extraordinario, que algunos a pesar de su miedo, y perturbación de los sentidos, calificaron de caimán, u otro animal semejante”; y cuando ya salían “... Entre las huellas confusas de sus calzados, advirtieron había una como de pies desnudos, que cada uno de ellos ocupaba más sitio que el ancho y largo de dos pies de los nuestros...” . En una de las salas laberínticas de la gruta se puede observar una formación rocosa que, con imaginación, se podría identificar con la forma de un gigantesco camaleón.
El profesor Laza Palacio encontró durante sus excavaciones un candil de cerámica en el que se habían introducido 6 monedas de oro almorávides, de la época de Alí ibn Yusuf. Su interpretación, después de conocer que para algunas tribus saharauis, herederas de las tradiciones almorávides, el número 6 es de gran valor mágico y supersticioso, aquel tesoro fue ocultado intencionadamente junto a una de las bocas de acceso a la cueva, como parte de un ritual mágico de ocultación del tesoro.
La leyenda se completa con la intervención de aquel personaje, llamado Antonio de la Nari, natural de Suiza, que pasó casi 30 años buscando el legendario tesoro de los cinco reyes mahometanos, abriendo con dinamita galerías y pasadizos, y que murió en 1847 en una de sus explosiones.
Los datos más antiguos que tenemos de la Cueva del Tesoro y de la leyenda de los Cinco Reyes se remontan al siglo XVIII.

## Salas

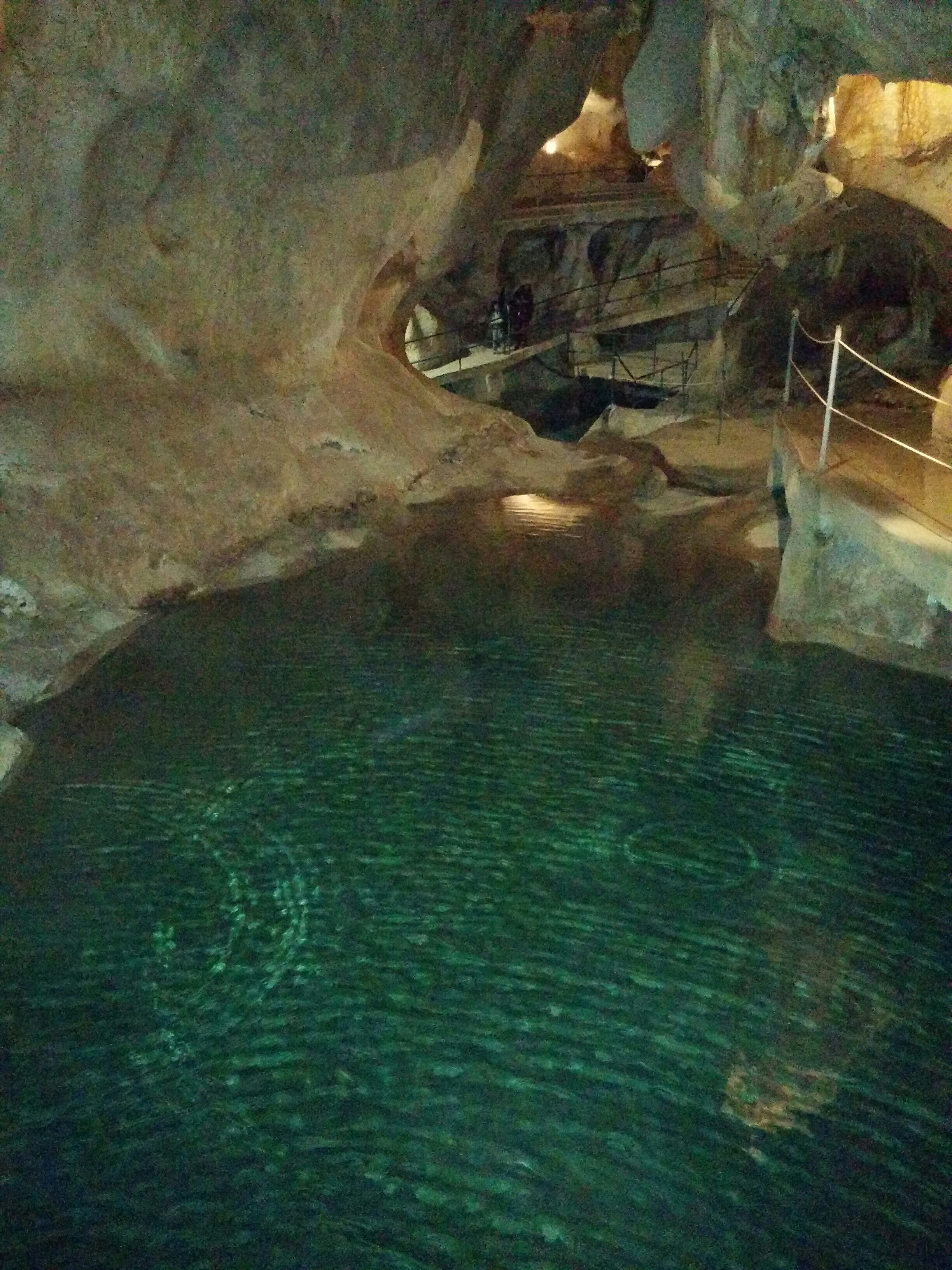
Sala de los Lagos.

1. Sala de la Virgen.
2. Zona de pinturas rupestres.
3. Galerías laberínticas.
4. Sala del Volcán.
5. Sala de los Lagos.
6. Sala de Marco Craso.
7. Sala de Noctiluca

## Restos arqueológicos

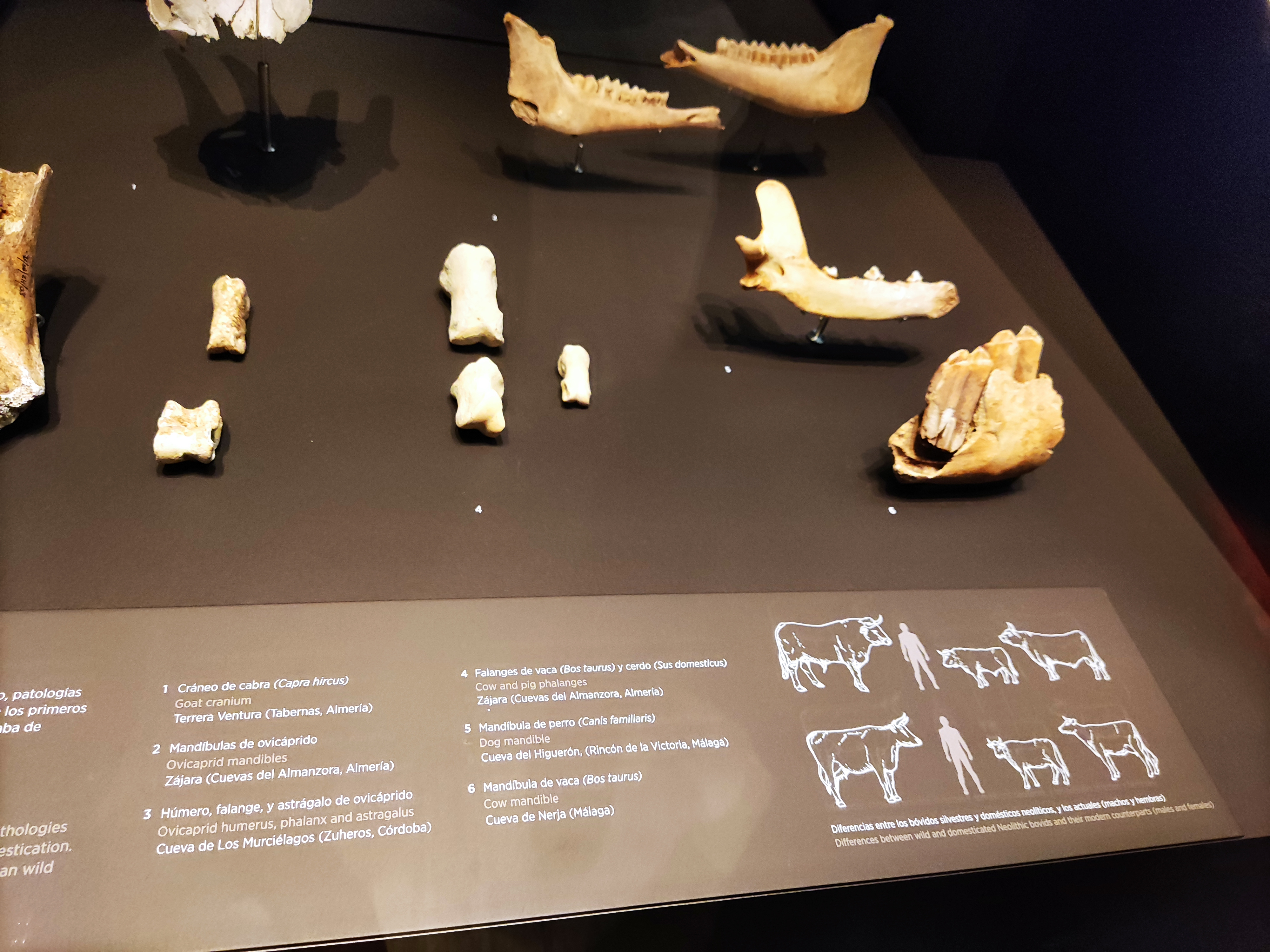
Mandíbula canis. Neolítico. Museo Arqueológico Nacional.

En 1918, visita la Cueva del Suizo el abate Breuil y nos deja una descripción de la misma en un artículo de la revista «L'Anthropologíe», tomo XXXI, titulado Nouvelles cavernes ornées paleolithiques dans la province de Málaga. Describe restos de pinturas rupestres que relaciona con las pinturas de signos rojos de la Cueva de la Pileta de Benaoján.
Los trabajos arqueológicos han sido desarrollados por Manuel Laza y Simeón Giménez Reyna en una zona muy pequeña de la cueva en la sala antes mencionada. Los suelos aparecieron revueltos y muy difíciles de adecuar a una estratigrafía. Se supone que todo está revuelto por antiguos buscadores del tesoro como el mítico suizo.
Los restos aparecidos en estas excavaciones, de los que se puede observar una muestra en el Museo Arqueológico Nacional, en Madrid, los clasificamos en los siguientes grupos:
- Cerámica: Son numerosos vasos y fragmentos correspondientes al llamado Neolítico de las cuevas.

- Industria lítica: Son numerosas las piezas de sílex aparecidas. Se destaca la punta de flecha clasificada por el profesor Luis Pericot como solutrense.
- Restos humanos: Abundantes también. Se destacan dos cráneos completos.
- Restos de animales: Hay gran abundancia de ellos. Se destacan un conchero y un hueso fósil de bisón (Paleolítico Superior).

## Rodajes cinematográficos
La Cueva del Tesoro ha sido escenario de varios rodajes cinematográficos, tanto videoclips como cortometrajes
- 2015: Los Chimplonitos, cortometraje dirigido por Alberto Pons[5]

- 2019: Videoclip "Cinco Reyes", de la banda Def Con Dos, dirigido por Alberto Pons[6]

- 2019: Cinco Reyes, cortometraje dirigido por Alberto Pons[6]

- 2019: Grabación del álbum "Ortigosa en Directo"[7]

- En 2019 se grabaron algunas escenas en la Cueva del Tesoro para la serie Warrior Nun, estrenada en Netflix en 2020.[8]

## Cómo llegar
Existe una parada de autobús con la misma denominación, también conocida por el Cantal, servida por las siguientes líneas de autobuses interurbanos adscritas al Consorcio de Transporte Metropolitano del Área de Málaga.
| Línea | Trayecto                                                      | Recorrido y Horarios | Plano de Línea |
| ----- | ------------------------------------------------------------- | -------------------- | -------------- |
| M-160 | Málaga-Rincón de la Victoria-Cotomar                          | Recorrido y Horarios | Plano          |
| M-161 | Málaga-Totalán                                                | Recorrido y Horarios | Plano          |
| M-163 | Málaga-Los Rubios                                             | Recorrido y Horarios | Plano          |
| M-166 | Los Rubios-Torre de Benagalbón-Rincón de la Victoria-Teatinos | Recorrido y Horarios | Plano          |
| M-260 | Málaga-Vélez-Málaga (por Torre de Benagalbón)                 | Recorrido y Horarios | Plano          |
| M-261 | Málaga-Benagalbón-Moclinejo                                   | Recorrido y Horarios | Plano          |
| M-262 | Málaga-Benagalbón-Almáchar                                    | Recorrido y Horarios | Plano          |
| M-362 | Málaga-Nerja (por Torre de Benagalbón)                        | Recorrido y Horarios | Plano          |
| M-363 | Málaga-Torrox (por Torre de Benagalbón)                       | Recorrido y Horarios | Plano          |
| M-364 | Málaga-Periana (por Torre de Benagalbón)                      | Recorrido y Horarios | Plano          |
| M-365 | Málaga-Riogordo (por Torre de Benagalbón)                     | Recorrido y Horarios | Plano          |